# Pseudastur polionotus
El busardo blanquinegro (Pseudastur polionotus) también conocido como aguilucho blanco o gavilán blanco, es una especie de ave falconiforme de la familia Accipitridae.
Se distribuye a través de Brasil, Paraguay y Uruguay. Habita en bosques húmedos de tierras bajas, cada vez es más raro debido a la pérdida de su hábitat.

No tiene subespecies reconocidas.